# تئودور اکس. باربر
تئودور اکس. باربر (انگلیسی: Theodore X. Barber؛ ۱۹۲۷ – ۲۰۰۵) روان‌شناس آمریکایی بود که پیرامون موضوع هیپنوتیزم تحقیق می‌کرد و می‌نوشت و بیش از دویست مقاله و هشت کتاب در آن مورد و موضوع‌های مرتبط به چاپ رساند. باربر منتقد برجسته‌ای در زمینه هیپنوتیزم بود و شیوه‌هایی را که در آن‌ها مفهوم هیپنوتیزم به عنوان یک اصطلاح فراگیر برای پدیده‌های گوناگون بکار رفته بود، زیر سوال برد.